# Françoise Sironi
Pour les articles homonymes, voir Sironi.
Françoise Sironi, née le 18 février 1958, est une psychologue française, maître de conférences en psychologie clinique et pathologique à l'Université Vincennes à Saint-Denis. Elle a été expert psychologue près la Cour d'Appel de Paris, et elle est expert psychologue près la Cour pénale internationale à La Haye.

## Biographie
Elle est une des fondatrices du centre Primo Levi, à Paris (spécialisé dans le soin aux victimes de la torture) et d'un centre de réhabilitation pour vétérans russes traumatisés de guerre (Afghanistan et Tchétchénie) en Russie. Son expérience clinique concerne à la fois les auteurs et les victimes de violences collectives (génocides, massacres, tortures, conflits, viols de guerre, disparitions, déplacements de populations…)
Elle a travaillé pendant dix ans au Centre Georges Devereux, ainsi que dans un hôpital psychiatrique (Hôpital de Ville-Évrard) et dans un centre médico-psychologique d'une des banlieues parisiennes marquées par la violence urbaine, la précarité, et par les problématiques migrantes (Epinay sur Seine). Elle a dirigé le Centre Georges-Devereux, où elle a participé à la création d'un groupe de recherche et d'une consultation psychologique destinée aux personnes trans, au sein de l'université Paris 8 qui héberge alors le centre Georges Devereux. 
Ses recherches en psychologie clinique et en psychopathologie portent sur les violences collectives et les identités transgenres. Elle a écrit plusieurs ouvrages, sur la thématique des auteurs et victimes de tortures, notamment en 1999 Bourreaux et victimes. Psychologie de la torture. 
Elle a participé en tant qu'experte au procès au Cambodge de Kang Kek Ieu alias Duch qui était le chef du camp de concentration cambodgien S21 et a publié en 2017 un ouvrage prolongeant cette expertise et portant sur la psychologie des criminels contre l'humanité.
En 2003, au moment de la discussion de l’amendement Bernard Accoyer visant à encadrer la pratique des psychothérapies elles s’était opposée à Jacques-Alain Miller qui demandait le retrait de l’amendement.

## Ouvrages
- Françoise Sironi, Bourreaux et victimes. Psychologie de la torture, Paris, Odile Jacob, 1999, 281 p. (ISBN 2-7381-0674-9, lire en ligne).
- Françoise Sironi, Psychopathologie des violences collectives. Essai de psychologie géopolitique clinique, Paris, Odile Jacob, 2007, 280 p. (ISBN 978-2-7381-1888-2 et 2-7381-1888-7).
- Françoise Sironi, Psychologie(s) des transsexuels et des transgenres, Paris, Odile Jacob, 2011, 269 p. (ISBN 978-2-7381-2583-5).

- Françoise Sironi, Comment devient-on tortionnaire ? : Psychologie des criminels contre l'humanité, Paris, La Découverte, 2017, 766 p. (ISBN 978-2-7071-9507-4 et 2-7071-9507-3).

## Articles
- (Article) Les métis culturels et identitaires. Un nouveau paradigme contemporain, L'autre, 2013/1, vol. 14, p. 30-42.
- (Article) La torture aux frontières de l’humain, avec Raphaëlle Branche, Revue internationale des sciences sociales, 2002/4, no 174, p. 591-600, [lire en ligne].
- (Entretien) «Bourreaux et victimes». Entretien avec Martine Gallard, Cahiers jungiens de psychanalyse, 2003/3, no 108, p. 78-92, article payant à [lire en ligne].

## Conférences filmées
- « Comment devient-on tortionnaire ? » Une conférence de Françoise Sironi à l'université de Paris VIII en 2018 [voir en ligne].